# Monica Bonon
Monica Bonon (Casale Monferrato, 24 agosto 1964) è un'ex nuotatrice italiana.

## Biografia
Nata nel 1964 a Casale Monferrato, in provincia di Alessandria, a 15 anni ha partecipato ai Giochi olimpici di Mosca 1980, nei 100 m rana, vincendo la sua batteria con il tempo di 1'12"36 e qualificandosi così alla finale, terminata all'8º posto in 1'12"51.